# Abutilon graveolens
Abutilon graveolens là một loài thực vật có hoa trong họ Cẩm quỳ. Loài này được (Roxb. ex Hornem.) Seem. mô tả khoa học đầu tiên năm 1857.